# La Suisse (Zeitung)
Die La Suisse war eine schweizerische Tageszeitung, die von Mai 1898 bis März 1994 in Genf erschien.
Zunächst Partei-, dann unabhängige Zeitung, war die La Suisse zu ihrer Spitzenzeit die auflagenstärkste Tageszeitung der französischen Schweiz.

## Geschichte
Die erste Ausgabe erschien am 1. Mai 1898, herausgegeben von Paul Pictet, Berner Korrespondent des Journal de Genève. Die La Suisse war zuerst Organ der Liberalen Partei der Schweiz und der Genfer Demokraten, beendete diese Verbindung jedoch 1903 und wurde zur unabhängigen Tageszeitung. 1908 übernahm Alfred Nicole die Zeitung.
Die erste Extraausgabe gab die Zeitung am 11. September 1898 aus Anlass der Ermordung von Elisabeth von Österreich-Ungarn, der Kaiserin Sissi, auf dem Quai du Mont-Blanc in Genf heraus. Während des Ersten Weltkriegs publizierte sie über 100 Extraausgaben.
1939 vereinbarten La Suisse und Tribune de Genève, die La Suisse als Morgen- und die Tribune de Genève als Abendzeitung erscheinen zu lassen. Nach dem Zweiten Weltkrieg stieg die Auflage bis 1984 von 37'000 auf 68'000 Exemplare, im Februar 1962 erreichte die La Suisse als einzige Genfer Tageszeitung, die auch sonntags erschien, eine Sonntagsauflage von 100'000 Exemplaren.
Marc Chenevière, Chefredaktor von 1941 bis 1975, baute das Korrespondentennetz der Zeitung stark aus. Unter seiner Führung hatte das Blatt während einer gewissen Zeit die höchste Auflage in der französischen Schweiz. 1959 trat der Enkel von Alfred Nicole, Jean-Claude Nicole, in das Unternehmen ein und übernahm zwei Jahre später die Leitung der Zeitung.
1988 kündigte die Tribune de Genève die Vereinbarung auf und wurde ebenfalls zur Morgenzeitung. Die existenzbedrohliche Konkurrenz verleitete die Besitzer der La Suisse zu unrentablen Investitionen in neue Technologien (z. B. in das Minitel, das in der Schweiz keinen Erfolg hatte, das europäische Satelliten-Fernsehen Tel-Sat oder das Privatradio Montblanc), was schliesslich zum Konkurs und zum Verschwinden der Zeitung am 13. März 1994 führte. Zuletzt betrug die Auflage der Wochentagsausgabe der La Suisse noch 58'000 Exemplare und lag damit weit unter jener der Waadtländer Tageszeitung 24 heures, die 95'000 Exemplare erreichte.
Die Verlagsgesellschaft der La Suisse, Sonor SA, deren Schulden am Ende auf 200 Mio. CHF geschätzt wurden, gab auch die zweiwöchentlich erscheinende La Semaine sportive, die Wochenzeitung La Gazette de Moutier und die Monatszeitschrift Le Temps stratégique heraus.

## Bekannte Autoren
- Frédéric de Rabours, Verfasser verschiedener Artikel
- Jack Rollan, Verfasser von Bonjour, einer täglichen humoristischen Chronik
- Raoul Riesen, Verfasser von Renquilleur, einer täglichen Glosse
- Serge Lang, Sportjournalist, Spezialist für Ski- und Radsport, Gründer des alpinen Skiweltcups 1966